# Genta Itō
Genta Itō (japanisch 伊藤 元太 Itō Genta; * 2. Juli 2000 in der Präfektur Ehime) ist ein japanischer Fußballspieler.

## Karriere
Genta Itō erlernte das Fußballspielen in der Schulmannschaft der Matsuyama Kogyo High School. Seinen ersten Vertrag unterschrieb er am 1. Februar 2019 bei Vissel Kōbe. Der Verein aus Kōbe spielte in der ersten Liga. Da er bei Vissel nicht zum Einsatz kam, wurde er die Saison 2022 an den Zweitligisten Thespakusatsu Gunma ausgeliehen. Hier kam er ebenfalls nicht zum Einsatz. Im Februar 2023 wechselte er in die dritte Liga, wo er sich in Imabari dem FC Imabari anschloss. Sein Drittligadebüt gab Genta Itō am 4. Mai 2023 (9. Spieltag) im Auswärtsspiel gegen Vanraure Hachinohe. Bei dem 1:0-Auswärtserfolg stand er in der Startelf und spielte die kompletten 90 Minuten. Am Ende der Saison 2024 wurde er mit Imabari Vizemeister der dritten Liga und stieg somit in die zweite Liga auf.

## Erfolge
FC Imabari
- Japanischer Drittligavizemeister: 2024  ▲